# 찰스 스타렛

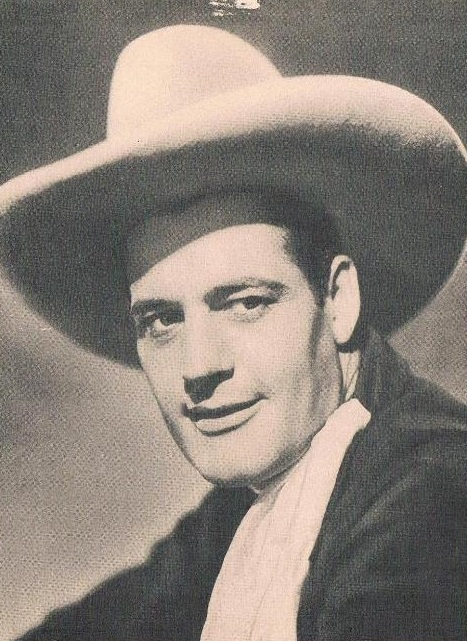

찰스 스타렛(Charles Starrett, 1903년 3월 28일 ~ 1986년 3월 22일)은 미국의 배우, 영화배우이다.
캘리포니아주에서 사망하였다. 사인은 암이다.

## 영화
- 원 뉴욕 나이트 (1935년)
- 마스크 오브 푸 만주 (1932년)
- 바이킹 (1931년)
- 로얄 패밀리 오브 브로드웨이 (1930년)